# Haiti zászlaja
A kék és a vörös a francia tricolore-ról származik, és a feketék és a mulattok egységére utal. A címeren káposztapálma, frígiai sapka és gazdag hadizsákmány (puskák, zászlók, bárdok, ágyúk, ágyúgolyók, trombiták, horgonyok stb.) A mottó jelentése: „Az egység erőt szül.”